# Драбинівська сільська територіальна громада
Драбинівська сільська територіальна громада — об'єднана територіальна громада в Україні, в Полтавському районі Полтавської області. Адміністративний центр — село Драбинівка.
Площа громади — 245,78 км², населення — 4328 мешканців (2018).
Утворена 3 квітня 2017 року шляхом об'єднання Богданівської, Галущиногреблянської, Драбинівської, Крутобалківської, Кустолівської та Сухомаячківської сільських рад Новосанжарського району.
19 липня 2020 року, в результаті адміністративно — територіальної реформи та ліквідації Новосанжарського району, громада увійшла до складу новоутвореного Полтавського району[2].

## Населені пункти
До складу громади входять 16 сіл: Богданівка, Варварівка, Веселка, Вільний Степ, Вовківка, Галущина Гребля, Довга Пустош, Драбинівка, Дудкин Гай, Крута Балка, Кустолове, Лугове, Малі Солонці, Мушина Гребля, Райдужне та Суха Маячка.